# Robert Ehrlich
Robert Ehrlich (* 1965  in Belfast) ist ein nordirischer Blockflötist und Hochschullehrer. Ab Oktober 2015 bis 2019 war er Rektor der Hochschule für Musik „Hanns Eisler“ Berlin. Zuvor war er von 2006 bis 2015 Rektor der Hochschule für Musik und Theater „Felix Mendelssohn Bartholdy“ Leipzig.

## Leben
Ehrlich wurde in Belfast geboren. Zunächst studierte er Musikwissenschaften am King’s College Cambridge. Im Jahr 1990 erwarb er den Magister der Musikethnologie (M.Phil.). Im Anschluss studierte er bei Walter van Hauwe im Fach Blockflöte am Sweelinck-Konservatorium Amsterdam.
Er konzertiert weltweit als Solist und im Ensemble, u. a. mit der Academy of Ancient Music, dem Gewandhausorchester Leipzig und dem English Concert. Zu seinen CD-Einspielungen gehören Aufnahmen der Brandenburgischen Konzerte von J. S. Bach in drei verschiedenen Stimmtonhöhen mit Riccardo Chailly (a’=443 Hz), Trevor Pinnock (a’= 415 Hz)  und Richard Egarr (a’=392 Hz).
Von 1990 bis 1993 unterrichtete Ehrlich im Lehrauftrag an der Hochschule für Musik Karlsruhe. Außerdem war er Gastdozent an der University of Southampton. Seit 1993 ist er Professor für Blockflöte an der Hochschule für Musik und Theater „Felix Mendelssohn Bartholdy“ Leipzig und seit 1998 Visiting Professor an der Guildhall School of Music and Drama in London. Im Jahr 2006 wurde Ehrlich zum Rektor der Leipziger Musikhochschule gewählt, wo er 2010 mit großer Mehrheit für eine zweite Amtszeit vom Erweiterten Senat wiedergewählt wurde.
Im Jahr 2015 wurde er vom Erweiterten Akademischen Senat der Hochschule für Musik „Hanns Eisler“ Berlin zum Rektor ebendort gewählt. Im Anschluss an seine Amtszeit an der HfM Hanns Eisler nahm er 2019 seine Tätigkeit als Professor an der HMT Leipzig wieder auf, wo er 2019 zum Mitglied des Senats gewählt und 2021 bis 2022 zum Sonderbeauftragten der Fachrichtung Komposition/Tonsatz bestellt wurde.

## Funktionen, öffentliche Ämter und Ehrenämter
- 2012–2015 Stellvertretender Vorsitzender der Landesrektorenkonferenz Sachsen[9]
- 2014–2019 Vorstandsmitglied der Rektorenkonferenz der deutschen Musikhochschulen[10]
- 2014 Schirmherr CSD Leipzig[11]

## Auszeichnungen
- 1988: Internationaler Musikwettbewerb der ARD in München
- 1989: Moeck/SRP Wettbewerb in London